# زیگی رنتس
زیگی رنتس (به آلمانی: Sigi Renz؛ ۲ اوت ۱۹۳۸ – ۱ فوریهٔ ۲۰۲۵) یک دوچرخه‌سوار اهل آلمان بود‌.